# Jordi Viladoms
Jordi Viladoms, né à Igualada en Catalogne (Espagne) est un pilote espagnol de rallye-raid. Il termine notamment deuxième du Rallye Dakar en 2014, derrière son leader Marc Coma, alors qu'il n'était a la base pas sur la liste des participants et fut repêché un mois avant le départ à la suite du décès du motard Americain Kurt Caselli. 

## Palmarès

### Résultats au Rallye Dakar
- 2006 : abandon à la 14e étape
- 2007 : abandon à la 7e étape (1 victoire d'étape)
- 2009 : 7e  (1 victoire d'étape)
- 2010 : abandon à la 3e étape
- 2011 : 10e
- 2012 : 4e
- 2013 : abandon à la 10e étape
- 2014 : 2e
- 2015 : abandon à la 7e étape
- 2016 : 17e

### Championnat du monde de rallye-raid
- Participation au Championnat du monde des rallyes-raids 2012
  - Vainqueur du Rallye-raid de Sardaigne, en 2012